# Pan-pan
无线电通话呼号是國際标准紧急信号，适用于乘坐船只（包括艇和轮船等）、航空器或其它交通工具时，在通讯中表明遭遇紧急情况，但是程度在通讯时尚未严重到会对载具本身或任何人的生命即时造成危险。该信号表明一种“准紧急事态”，它与（遇难信号）的不同在于，后者表明的情况更加急迫，在发出信号时就已可致载具损害或使人死亡 。发出“pan-pan”呼号，意味着通知其它潜在援助者（可能是专门的紧急援助机构或者在附近的其它有人载具）存在紧急情况，而发出则是在呼救所有可以救援的单位立刻停止一切工作，以最快速度前去施救。
在通讯中拥有仅次于的优先级。在摩尔斯电码中，PAN对应的是紧急信号XXX（-··--··--··-，以明确间隔重复若干次），于1927年的国际无线电报华盛顿公约中首次定义。

## 用法
在通讯中正确的使用，发出信号者首先要重复三次，接着表明通讯的对象，或者以来呼叫接收到信号的所有单位，同样重复三次。之后再表明自己的身份、位置和目前情况，以及若需要援助，还应提供所需援助的形式 。

## 语源
与源自法语或的一样，亦派生自法语单词中的 [pan]，意为“故障”。 作为英语单词，中的发音则为/pɑːn/或/pæn/。
英语中，根据衍生出的三词逆向首字母缩略词，可以解释为（需要潜在援助）或（现在请注意）。在海事或航空无线电通讯教程中，这种逆向缩略经常被用来作为教导学员区分与之间区别的记忆术。